# Мартысевич, Мария Александровна
Мари́я Алекса́ндровна Мартысе́вич (бел. Мары́я Алякса́ндраўна Мартысе́віч; род. 28 марта 1982) — белорусская поэтесса, писательница, журналистка, переводчик.

## Биография
Родилась в Минске. Окончила филологический факультет Белорусского государственного университета (2004). Публикуется в журналах «ARCHE Пачатак», «Дзеяслоў», «pARTyzan» и др. Как журналист сотрудничает с белорусской газетой «Новы Час». Премия Белорусской ассоциации журналистов за лучшую публикацию в литературно-художественном жанре.

## Творчество
В 2008 году вышло её эссе в стихах и в прозе «Драконы летят на нерест» (бел. Цмокі лятуць на нераст), получившее неоднозначную оценку из-за включения в произведение нецензурной лексики (в стихотворении «Wiosna narodów» и эссе «Пошли меня по-белорусски») и феминистических мотивов (в частности, в эссе «Мужчины, которых мы выбираем»).
По мнению Андрея Хадановича, однако, эта книга представляет собой одно из ярчайших событий молодой белорусской литературы. За незаурядную экспрессивность в творчестве, публичной и виртуальной жизни писательница получила прозвище «Абсолютное зло белорусской литературы» (вариант: «Абсолютное зло белорусского интернета»).
Один из авторов альманаха «Конец слов», представляющего белорусскую литературу в необычном свете.
Мария Мартысевич перевела с чешского языка книги Антонина Баяи «Зваўчэнне: Раманэта пра ваўкоў, людзей і знакі» и Ярослава Рудиша «Неба пад Бэрлінам»; вторая вышла с фотографиями, для чего она, как сообщается, «два года путешествовала с фотоаппаратом по местам, описанным в книге».
На русский язык стихи Марии Мартысевич переводили Борис Херсонский, Илья Кукулин, Сергей Шабуцкий.